# Michael Ballhaus
Michael Ballhaus (* 5. srpna 1935, Berlín - 12. dubna 2017) byl německý kameraman. Původně se vyučil fotografem. Během svojí bohaté kariéry spolupracoval také např. s režisérem Rainerem Wernerem Fassbinderem,  ale také s Francisem Fordem Coppolou, Robertem Redfordem, Wolfgangem Petersenem nebo Robertem De Nirem.
Mezi nejznámější filmy, na nichž se podílel jako hlavní kameraman patří Manželství Marie Braunové, Smrt obchodního cestujícího, Poslední pokušení Krista, Mafiáni, Spáči, Legenda o slavném návratu, Gangy New Yorku nebo Skrytá identita. 